# スティーヴン・マクマナス
スティーヴン・デイヴィッド・マクマナス（Stephen David McManus, 1982年9月10日 - ）は、スコットランド・ラナーク出身の元同国代表サッカー選手、現サッカー指導者。現役時代のポジションはDF（センターバック）。

## 経歴
セルティックFCでは2007-08シーズンからキャプテンを務めた。2010年1月、ミドルズブラFCへレンタル移籍、2010-11シーズンから完全移籍した。2013年7月15日、マザーウェルFCに1年契約で加入した。
2017年8月14日、現役を引退しマザーウェルのユースコーチに就任することが発表された。

## タイトル
セルティック
- スコティッシュ・プレミアリーグ : 2005-06, 2006-07, 2007-08
- スコティッシュカップ : 2005, 2007
- スコティッシュリーグカップ : 2006, 2009